# Termikel
Termikel ist ein türkischer Mischkonzern aus Ankara.

## Geschichte
Termikel wurde 1950 durch den Unternehmer Mehmet Kaya in Ankara gegründet. 2010 nahm man eine neue Fertigungsfirma in Ankara mit 70.000 m² Grundfläche, davon 40.000 m² Fertigungsfläche in Betrieb. Hier werden etwa 2 Millionen Geräte gefertigt. Die Termikel Group besteht 2010 weltweit aus über 25 Firmen mit über 2000 Mitarbeitern.

## Insolvenz der Kundenbetreuung in Zentraleuropa
Zentraleuropa wurde von der 2006 gegründeten Termikel Deutschland GmbH – Zentrale in Hamm/Westfalen betreut. Die Termikel Deutschland GmbH hat 2019 Insolvenz angemeldet. Aktuell gibt es keine Herstellerrepräsentanz in Deutschland.

## Produkte
Produziert werden Herde, Backöfen, Kochfelder, Geschirrspüler, Dunstabzugshauben und Kühlgeräte.